# 12370 Kageyasu
12370 Kageyasu (1994 GB9) là một tiểu hành tinh vành đai chính được phát hiện ngày 11 tháng 4 năm 1994 bởi S. Ueda và H. Kaneda ở Kushiro.